# Marvelous (album)
Marvelous è il terzo album in studio della cantante giapponese Misia, pubblicato nel 2001.

## Tracce
1. Intro – 0:59
2. Rhythm Reflection – 4:45
3. Ai no Uta (愛の歌) – 5:32
4. Sunny Day – 5:10
5. Ano Natsu no Mama de (あの夏のままで) – 5:49
6. Nocturne – 6:10
7. Escape – 4:53
8. La La La – 5:59
9. Change for Good – 5:46
10. Everything – 7:47
11. Toki o Tomete (時をとめて) – 4:46
12. I Miss You (Toki o Koete) (I miss you ～時を越えて～) – 3:35
13. Everything (Junior Vasquez Remix) – 4:48